# Utbetalning
Utbetalning är inom ekonomi den händelse som sker då pengar betalas ut. Uttrycket används också i allmänt språkbruk om den summa pengar som betalas.